# St. Vitus (Mühlheim an der Donau)

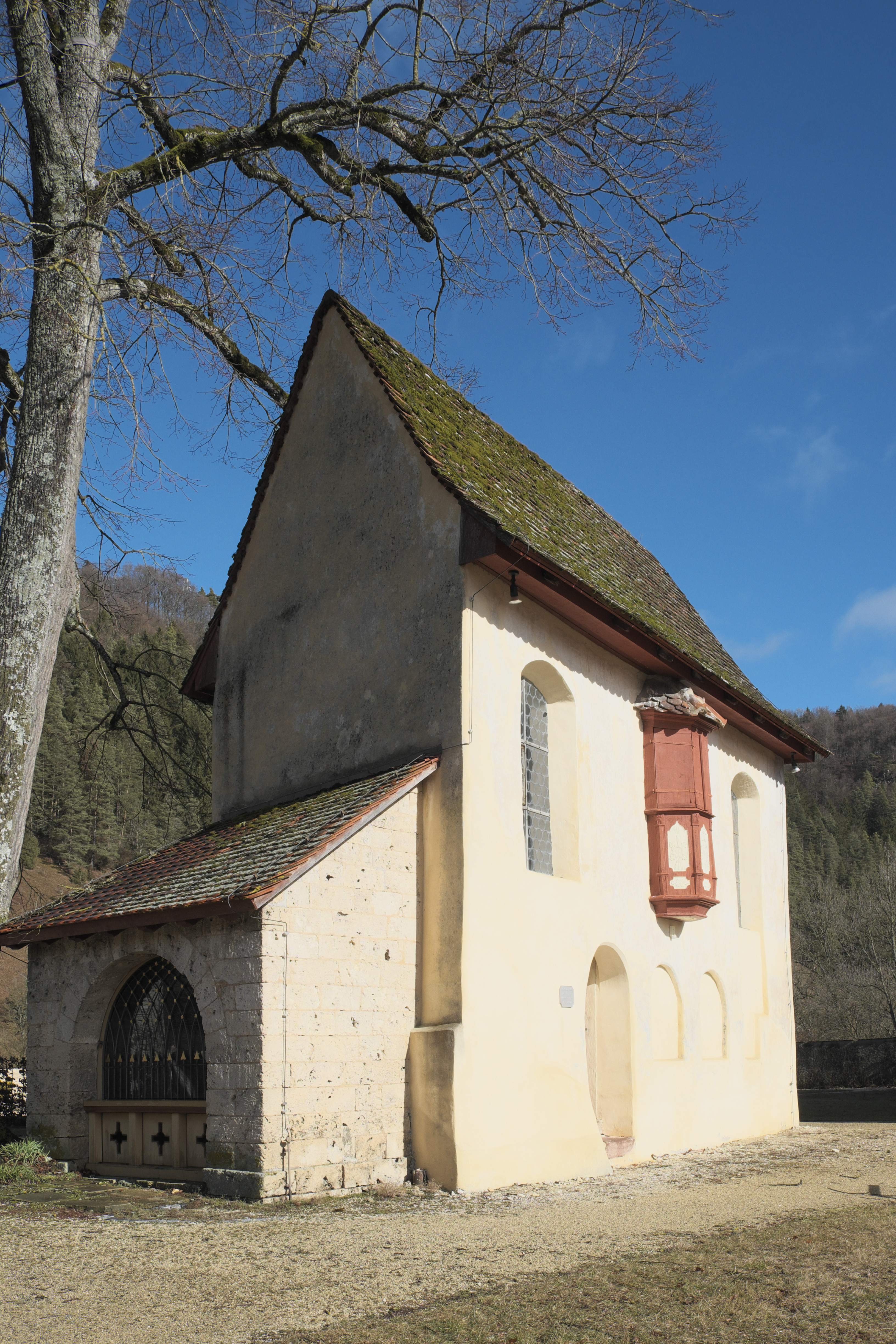
Kapelle St. Vitus in Mühlheim an der Donau mit angebauter Ölbergkapelle

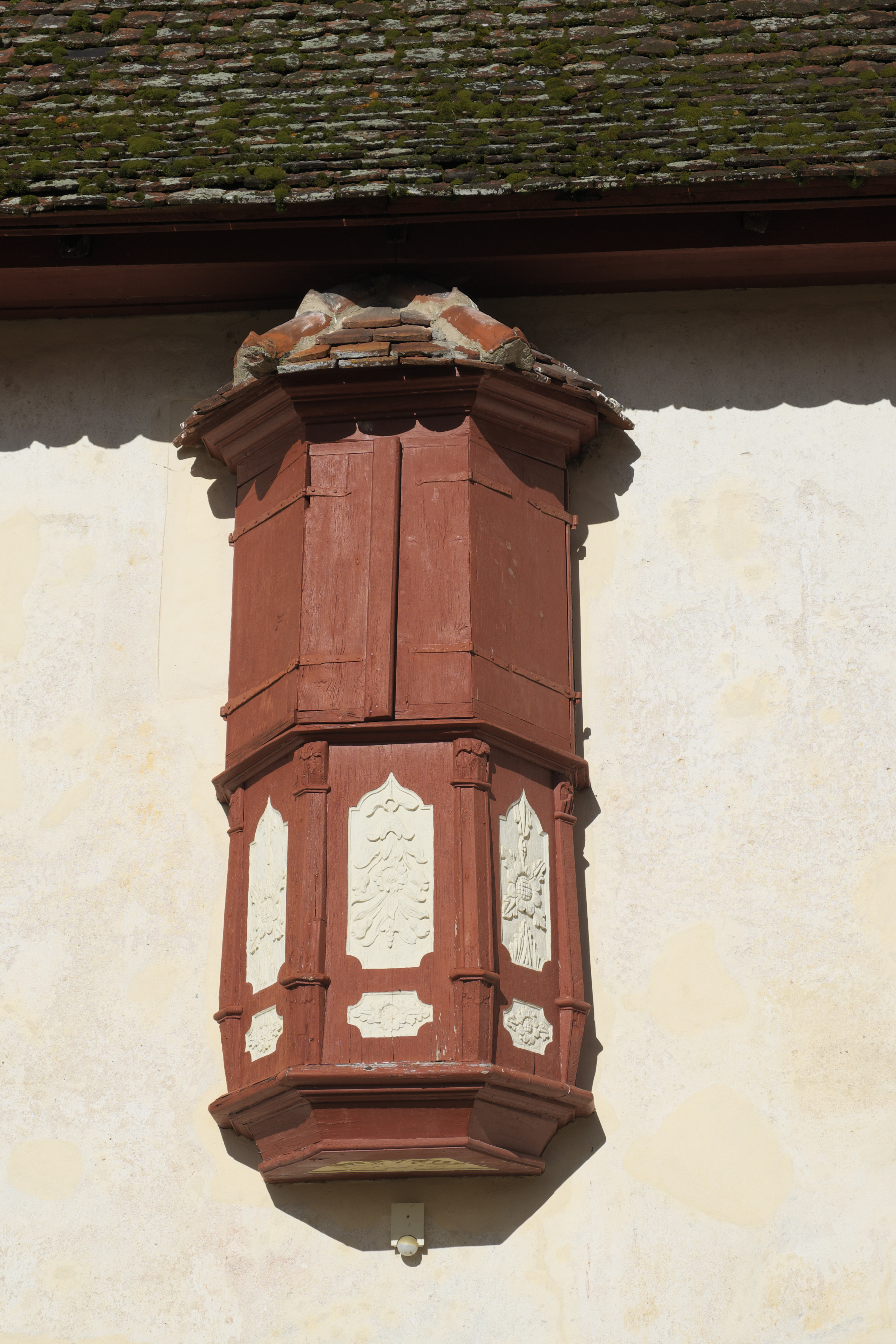
Außenkanzel

Die Kapelle St. Vitus in Mühlheim an der Donau, einer Stadt im Landkreis Tuttlingen in Baden-Württemberg, wurde Mitte des 15. Jahrhunderts erbaut und im 17. Jahrhundert umgestaltet. Im 19. Jahrhundert fanden weitere Baumaßnahmen statt.
Die Kapelle inmitten des Friedhofs steht neben der Galluskirche in der Altstadt von Mühlheim.
Der Saalbau auf unregelmäßigem viereckigem Grundriss aus verputztem Bruchsteinmauerwerk mit Satteldach diente ehemals als Beinhaus. Die polygonale Außen-Kanzel an der Südfassade kann mit Holzläden geschlossen werden. Der Kanzelkorb ist mit Blütenmotiven aus Stuck geschmückt. Zwei hochgelegene, mit Segmentbögen schließende Fenster, flankieren die Kanzel in Form eines Erkers. An der Südfassade, wo sich auch das Portal befindet, sind noch Reste von Malereien aus dem 17. Jahrhundert vorhanden.
Die Ausstattung, z. B. die Skulptur des Kirchenpatrons Vitus, befindet sich heute im Museum Vorderes Schloss in der Oberstadt von Mühlheim.
Die Ölbergkapelle aus Tuffstein wurde im 19. Jahrhundert an der Westseite angebaut. Am östlichen Giebel ist ein einfaches Holzkreuz befestigt.